# RTI 1
Cet article concerne la chaîne de télévision. Pour l'entreprise, voir Radiodiffusion télévision ivoirienne.
Ne doit pas être confondu avec La Une.
 (août 2016).
RTI 1 est la première chaîne de télévision généraliste publique ivoirienne qui émet en continu depuis Abidjan en Côte d'Ivoire.

## Histoire de la chaîne
La télévision ivoirienne nait le 26 octobre 1962, de la volonté du président de la République Félix Houphouët-Boigny qui veut en faire un instrument de développement. À la suite du lancement d'une seconde chaine de télévision, Canal 2, le 9 décembre 1983, l'ancienne unique chaine de télévision de la RTI est rebaptisée La première.
Le 24 décembre 1999, sous la présidence de Henri Konan Bedié, éclate le premier coup d'État survenu dans le pays, mené par Robert Gueï. Ce dernier ainsi que les rebelles qui l’accompagnent s’emparent de force de la chaîne afin d'informer le peuple ivoirien de la situation, soit après la chute de la présidence et de Henri Konan Bedié et de la prise de pouvoir par Robert Gueï. À la suite de son assassinat le 19 septembre 2002, le corps de ce dernier sera montré sur la même chaîne, où il aura annoncé sa prise de pouvoir quelques années auparavant.
Lors de la Crise ivoirienne de 2010-2011, la chaîne devient la propagande du président sortant Laurent Gbagbo. Durant les élections présidentielles ivoiriennes de 2010, la commission électorale indépendante (CEI) et la communauté internationale reconnaissent Alassane Ouattara comme vainqueur, tandis que le conseil constitutionnel reconnaît Laurent Gbagbo comme vainqueur. La RTI n’a pas immédiatement relayé les résultats de ces élections, car Laurent Gbagbo, qui était le président sortant durant cette période, n’était pas d'accord avec ceux-ci. La chaîne, obéissant à son chef d’état, ne les a donc pas proclamés. Durant la période d'antagonisme entre les deux chaines, le peuple ivoirien leur reprochait de ne pas s'intéresser convenablement aux souffrances et aux réels problèmes de celui-ci, mais aussi de ne pas suffisamment proclamer la paix et la réconciliation dans le pays. La RTI étant la seule chaine d'information en Côte d'Ivoire, lors de la création de la TCI, de nombreux journalistes migrèrent d'une chaine à l'autre. Certains jugèrent que la RTI n'avait pas de visée objective, d'autres pensaient que les principes, l'éthique et la déontologie du métier de journaliste n'étaient pas respectés et qu'il valait mieux changer de chaine. La chaîne appartient réellement au clan de Laurent Gbagbo. De plus, sous ordre de ce dernier, les médias étrangers qui annonçaient l’information dans leur pays comme quoi Alassane Ouattara était vainqueur des élections présidentielles en Côte d’Ivoire étaient coupés sur tout le territoire ivoirien[réf. souhaitée]. Ce n’est que 24 Heures après la fin des élections que la RTI annonce que Laurent Gbagbo remporte les élections, ce qui marque le début du conflit. Il s’agissait de la seule chaîne d’information présente dans le sud du pays, étant donné que les chaînes étrangères y avaient été interdites depuis les résultats des élections. Une manifestation eut lieu  dans le quartier du vieux Cocody, soit celui de la RTI. Des partisans du clan de Alassane Ouattara avaient pour objectif de marcher vers le siège de la chaîne. Cependant, des combats violents ont interrompu leurs intentions.
Elle interrompt brièvement sa diffusion du 31 au 1er avril et de nouveau du 4 au 8 avril 2011 à la suite d'attaques des Forces nouvelles de Côte d'Ivoire, des bombardements de l'ONUCI et de la Force Licorne alliés au président reconnu par la communauté internationale, Alassane Ouattara. Lui-même a créé une chaîne de télévision tout aussi propagandiste nommée Télévision Côte d'Ivoire  (TCI) - ayant commencé à émettre le 22 janvier 2011.
Chaque camp avait sa chaîne de télévision et ses radios. Ils faisaient donc leur propagande à travers leur chaîne et leurs radios et rivalisaient entre eux. Cependant la RTI agissait avec une sorte de censure, et essayaient de camoufler les éléments crus et offensant de la situation tandis que la TCI montrait la partie sanglante du conflit et était plus brutale dans sa manière de partager l’information. C’est avec cette dernière qu’a été découvert le fameux slogan « Gbagbo Dégage », qui montre la volonté des pro-Ouattara d’exclure le clan Gbagbo du pouvoir.   
Après le conflit, la TCI disparaît, et la RTI souhaite se faire une nouvelle image et ranger le passé qui fut douloureux et amer à jamais derrière elle. Elle revient sur les antennes le samedi 6 août 2011 avec un message de paix et de réconciliation afin de se racheter auprès des ivoiriens. Elle veut en finir avec toutes sortes de rivalité quelconque, tous conflits haineux ou toute peur, et laisser place à une confiance durable et une paix commune avec le peuple ivoirien. Elle veut redevenir la chaîne d’information principale du peuple. Pour ce faire, les équipes à la tête du groupe RTI font bénéficier à la chaîne des meilleurs éléments technologiques d’information et de communication. La chaîne veut totalement changer tout élément qui serait susceptible de rappeler les événements qui ont marqué la population durant la crise : le logo sera renouvelé, ainsi que le slogan, qui ne sera plus « Voir et entendre sous tous les horizons » mais « La chaîne qui rassemble ». Ce dernier marque vraiment la volonté de réconciliation. La chaîne va par conséquent renouveler sa grille de programmes, dans laquelle figureront des programmes dédiés à la paix et à la réconciliation. De plus, les régions intérieures du pays dont l’accès aux chaînes d’informations est réduit par rapport aux régions du Sud verront leurs studios de télévisions et leurs antennes se réhabiliter.

## Identité visuelle
Le 9 août 2011, RTI 1 adopte un nouveau logo avec le orange pour couleur dominante.

Logo de La Première de 1983 à 2006
Logo de La Première de 2006 à 2007
Logo de La Première de 2007 à 2011
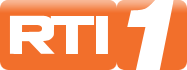
Logo de RTI 1 de 2011 à 2020
Logo de RTI 1 depuis 2021

## Organisation

### Missions
Seule chaîne exclusivement généraliste du service public, La Première offre une programmation diversifiée, destinée à atteindre un large public. Cette position lui assigne l'ambition de jouer dans les domaines de l'information nationale et internationale, de la création, du divertissement et de l'événement, un rôle d'entraînement en matière de qualité et d'innovation pour l'ensemble du secteur audiovisuel.

### Siège
RTI 1 et ses studios sont situés à la « maison bleue » (RTI) au Boulevard Botreau-Roussel dans la commune de Cocody (Abidjan).

### Publicité
La publicité sur RTI 1 est gérée par le département autonome régie télévision de la régie commerciale intégrée de la RTI dénommée « RTI Publicité ». Ce département a pour missions d'identifier et d'exploiter toutes les possibilités de rentabilité offertes par les différents supports Télévision et de la RTI.
Sur la première chaîne, 10 écrans publicitaires classiques et 5 écrans publicitaires agenda sont quotidiennement ouverts.
Les services publicitaires les plus coûteuses sont les publi-reportages et Prêt À Diffuser (PAD) allant de 1 500 000 à près de 2 500 000 de F CFA pour en moyenne 5 minutes.

## Programmes
Comme toute chaîne généraliste, RTI 1 propose de l'information, du sport, des divertissements, des magazines, des séries et des films. RTI 1 présente 97,71 % de ses programmes en français et 2,29 % en langues locales.
La RTI étant partenaire de Canal France international, certains programmes de La Première sont issus de la banque de programmes de CFI.
Les télénovelas connaissent un succès en termes d'audimat en Côte d'Ivoire[réf. souhaitée].

### Informations
Il existe six journaux télévisés sur La Première :
- Le journal du matin (10 h à 10 h 15) : il est présenté quotidiennement de 10 h à 10 h 15 du matin souvent par Jonas Bonieo, Sacré Yo, David Mobio, Hugues Hervé Blé.

- Journal de 13 heures (13 h à 13 h 30) : journal d'information nationale et internationale quotidiennement présenté pendant environ 30 minutes à partir de 13 heures par : Habiba Dembélé, Awa Ehoura, Alberic Niango, Pascal Aka Brou, David Mobio, Lanciné Fofana, Viviane Ahimain et Amidou Doukouré. Il peut recevoir sur son plateau un invité.

- Les Nouvelles du pays (17 h 30 à 18 h 25) : succession de mini-journaux en différentes langues ivoiriennes et Ouest-africaine à partir de 17 h 30

- Journal de 20 heures (20 h à 20 h 30) : journal d'information nationale et internationale quotidiennement présenté pendant environ 30 minutes à partir de 20 heures notamment par : Brou Amessan Pierre (jeudi), Habiba Dembélé, Awa Ehoura, Albéric Niango, Pascal Aka Brou, David Mobio, Lanciné Fofana, Amidou Doukouré et Viviane Ahimain. Il peut recevoir sur son plateau un invité.

- Le Régional : souvent inclus dans le JT de 20 h, c'est un journal d'information consacré à l'actualité des localités et villes ivoiriennes.

- Dernière Heure (23 h 30 à 23 h 45) : journal d'information nationale et internationale d'environ 15 minutes à partir de 23 h 30 ou 23 h 15 souvent présenté par Jonas Bonieo, Sacré Yo, Hugues Hervé Blé, David Mobio.

### Magazines
- Magazines d'information :
- Made In Africa : émission portée sur l'économie[7]
  - Mag Actu pls
  - Capital santé : émission mensuelle qui traite des questions des grandes pandémies
- Magazines littéraires :
  - Envie de lire : magazine consacré à la lecture
  - Pleine page : émission littéraire présenté par l'écrivain Tiburce Koffi
- Magazines de sport :
  - Sport Première : magazine de sport (dominé par le football) présenté par, Fernand Dedeh, Sébastien Wognin et Rash N'Guessan tous les dimanches à partir de 21 h.
  - Tout foot : magazine consacré au football
- Magazines de découverte :
  - Bonne cuisine : magazine consacré à la gastronomie régionale de Côte d'Ivoire.
- Magazines de service :
  - Espace commerciale
  - Job connexion : magazine de diffusion des annonces de recrutement et des recherches d'emplois.
  - Droit : magazine consacré au Droit national et international.
  - Mondial contact
  - L'impôt et vous : magazine consacré à l'IRPP
  - Consommateur : magazine consacré aux consommateurs de biens et de services.

- Autres magazines:
  - Tendance : court magazine consacré à la mode vestimentaire (environ 15 minutes).
  - Magazine du midi : espace commercial
  - Mon enfant et moi : magazine de famille
  - Moi femme : magazine consacré la femme et son émancipation
  - Environnement

### Programmes d'aujourd'hui

#### Émissions

##### Divertissement
- Afrique Etoiles
- DJ Mix Attalaku ou Music Mix
- 10/11
- RTI Music Awards
- Maxximum (RTI)
- FEMUA 10

- Show Time (RTI)
- Tempo (RTI)

##### Jeux et Téléréalités
- Star Tonnere
- Star Tonerre Celebrity
- The Voice Afrique francophone
- Star Live
- Génies en herbe (RTI)

##### Jeunesse
La chaîne propose certains programmes pour enfants 
- Wozo vacances est un divertissement diffusé chaque vacances qui met en compétition les enfants de toutes les régions de la Côte d'Ivoire.
- Robin des Bois
- Petit à Petit est un jeu de génies en herbe pour tous les écoliers diffusés tous les mercredis matin.

##### Autres émissions
| - Matin Bonheur - Tendance - Le Débat(RTI1) - Espace Sida - Les RDV du Gouvernement - L’impôt et Vous - Qu'avez-vous à déclarer - C'Midi - Sciences & Technologie - Essentiellement Femme - Santé et bien-être - Rendez-vous - Agenda |

#### Séries
| - Qui fait ça ? - Scandal - Person of Interest - Les Experts : Miami - Mentalist - Faut pas fâcher - Brouteur.com - Sœurs ennemies - La fille de ma mère - Liens de sang - Pschy - On est où là ? - Chroniques africaines - Super Gohou - Tres veces Ana - National Security - Warren - Campus - Teenager - The Big C |

### Anciens programmes phares
- Rubi (série télévisée)
- Qui fait ça ? (série télévisée)
- Sacrée Soirée (émission)
- Dimanche Passion (émission)
- Marimar (série télévisée)
- Barbarita (série télévisée)
- Tour de Babel (série télévisée)
- Fauteuil blanc (émission)
- Tinsel (série télévisée)
- Changes (série télévisée)
- La Chacala (série télévisée)
- Ma Famille

## Diffusion

### Nationale
La Première est diffusée sur plusieurs émetteurs hertziens terrestres  installés à Abidjan, Divo, Bouaflé, Man, Séguéla, Bouaké et Dabakala.

### Internationale
RTI 1 est présent sur les Bouquets Canal+ (canal 201) et est disponible dans le monde par satellite et câble.
La chaîne de télévision est aussi disponible en direct dans le monde par internet par le biais du site Abidjan.net depuis octobre 2008 et sur Free Telecom (Freebox TV, canal 461) depuis mai 2009. La Première est aussi disponible 24h/24 sur le site abweb.com
RTI 1 peut être reçue au Maghreb sur le satellite Badr 4 (26.0 E).